# GAZ-46
GAZ-46 este un vehicul amfibiu produs de GAZ din 1953 până în 1958, în acel timp fiind produse și vândute aproximativ 1.889 de vehicule, cu toate acestea, au fost produse încă 500 de vehicule din piese rămase până în 1962. În total au fost vândute în jur de 2.389 de vehicule. În primele luni după lansare au fost vândute în jur de 15 unități. Vehiculul se baza pe Ford GPA, care se baza pe Jeep, cu toate acestea unele componente au fost provenite și din vehiculul GAZ-69. Vehiculul a fost exportat și în România, Bulgaria, Ucraina, Cuba și Serbia.
Vehiculul era destul de popular în rândul Armatei Roșii, dar vehiculele GAZ-69, GAZ-51, GAZ-63 și GAZ-67 erau mai populare, deoarece erau considerate mai fiabile. Vehiculul a fost, de asemenea, foarte bun pentru export, cu aproximativ 199 de vehicule exportate. În 1958, vehiculul a încetat să mai fie produs în serie, dar producția a continuat în număr mic până în 1962 din piese rămase în fabricile GAZ. Aceste vehicule au fost utilizate în armată până în 1998, când au fost vândute ca surplus militar.

## linkuri externe
- Industries
- De Agostini